# Ијан Главиновић
Ијан Главиновић Макаратези (шп. Ian Glavinovich Maceratesi; Венадо Туерто, 27. октобар 2001) је аргентински фудбалер који тренутно наступа за Филаделфију јунион. Игра на позицији одбрамбеног играча.
Главиновић поседује хрватски пасош, јер је са очеве стране пореклом из Хрватске. Главиновићи су највећим делом пореклом из Сиња у Далмацији.